# Критчлоу, Рорк
Рорк Критчлоу (англ. Roark Critchlow; род. 11 мая 1963, Калгари, Альберта, Канада) — канадский телевизионный актёр. Наиболее известен по таким ролям, как замдиректора ФБР Пол Кендрик в сериале «Vизитёры», отец Ханны Том Марин в сериале «Милые обманщицы», а также по роли доктора Майка Хортона в мыльной опере «Дни нашей жизни».

## Биография
Рорк Грант Критчлоу родился 11 мая 1963 года в Калгари, Альберта, детство будущего актёра прошло в небольшом городке Саммерлэнд в Британской Колумбии. Родители назвали его в честь Говарда Рорка, главного героя романа Айн Рэнд «Источник».
Дебютировал на телевидении в 1989 году, уже в следующем году снялся в маленькой роли в фильме «Муштра» c Чарли Шином. Первая популярность пришла к актёру после роли Майка Хортона в мыльной опере «Дни нашей жизни», где он снимался с 1994 по 1999 год. В 2002 сыграл роль второго плана в комедии «Миллионер поневоле».
С 2010 по 2015 эпизодически появлялся в сериале «Милые обманщицы» в роли отца одной из главных героинь.

## Личная жизнь
В 1990 женился на Марии Брюэр (англ. Maria Brewer). У пары было трое детей: Джара Ши, Рейн и Криденс. Рорк и Мария развелись в 2006 году.

## Фильмография
| Год       |    | Русское название                  | Оригинальное название         | Роль                                  |
| --------- | -- | --------------------------------- | ----------------------------- | ------------------------------------- |
| 1989—1991 | с  | Джамп-стрит, 21                   | 21 Jump Street                | Роу / Дэйв Гибсон                     |
| 1990      | ф  | Муштра                            | Cadence                       | Брукс                                 |
| 1992      | тф | Летние товарищи                   | The Comrades of Summer        | Петра                                 |
| 1992      | тф | Мужчина этажом выше               | The Man Upstairs              | вожатый отряда бойскаутов             |
| 1994      | с  | Кобра                             | Cobra                         | помощник шерифа Бьюфорд               |
| 1994      | с  | Горец                             | Highlander: The Series        | Джейсон Тэлботт                       |
| 1994—1999 | с  | Дни нашей жизни                   | Days of Our Lives             | доктор Майк Хортон                    |
| 1996      | с  | Друзья                            | Friends                       | доктор Майк Хортон (камео)            |
| 2001      | с  | Зачарованные                      | Charmed                       | Роберт Пайк                           |
| 2002      | ф  | Миллионер поневоле                | Mr. Deeds                     | Уильям                                |
| 2003      | ф  | Вид сверху лучше                  | View from the Top             | игрок в теннис                        |
| 2003—2004 | с  | Новая Жанна д’Арк                 | Joan of Arcadia               | Бог в образе телеведущего             |
| 2003—2004 | с  | Страсти                           | Passions                      | доктор Экланд                         |
| 2004—2005 | с  | Дрейк и Джош                      | Drake & Josh                  | доктор Глейзер                        |
| 2005      | тф | Комодо против кобры               | Komodo vs. Cobra              | майор Гарбер                          |
| 2006      | с  | Лас-Вегас                         | Las Vegas                     | Джерри Акерман                        |
| 2007      | с  | Дерзкие и красивые                | The Bold and the Beautiful    | Артур Харрисон                        |
| 2007      | с  | C.S.I.: Место преступления Майами | CSI: Miami                    | Даг Лэнсинг                           |
| 2009      | тф | Гидра: Затерянный остров          | Hydra: The Lost Island        | Шон Тротта                            |
| 2009—2011 | с  | Vизитёры                          | V                             | заместитель директора ФБР Пол Кендрик |
| 2010—2015 | с  | Милые обманщицы                   | Pretty Little Liars           | Том Марин, отец Ханны                 |
| 2012      | с  | До смерти красива                 | Drop Dead Diva                | Антон Хорн                            |
| 2012      | с  | Горячая точка                     | Flashpoint                    | старший сержант Мэтт Макграт          |
| 2012      | тф | Знамение Судного дня              | The 12 Disasters of Christmas | Кейн                                  |
| 2014      | с  | Стрела                            | Arrow                         | Клинтон Хоуг                          |
| 2015      | ф  | Морской пехотинец 4               | The Marine 4: Moving Target   | Нейтан Миллер                         |
| 2017      | ф  | Стоянка                           | The Layover                   | Роджер                                |
| 2017      | с  | Стальная звезда                   | Tin Star                      | инспектор Бенуа Лехайн                |